# Signe Plesner
Signe Plesner Andersen (født Plesner Boesen 1. januar 1923, død 17. december 1996) var en dansk billedkunstner, hvis mest kendte værker er illustrationerne til Benny Andersens børnebøger om Snøvsen
Signe Plesner var datter af Johanne Elisabeth Boesen og Axel Plesner Boesen og voksede op på Frederiksberg. Hun blev uddannet kontorassistent og stenograf, men blev optaget af billedkunst og startede i begyndelsen af 1960´erne på EKS - skolen i København. Efterfølgende dannede hun og andre elever fra EKS-skolen en kunstnergruppe med fælles atelier, og de udstillede sammen på blandt andet Studentersamfundet, Kvindegalleriet, Galleri Gammel Strand og rundt i landet. Hendes værker består af illustrationer, oliemalerier, akvareller og pasteller samt tryk og grafik
Signe Plesner Andersen var gift med Benny Andersen fra 1950 til 1975, og han har beskrevet hende som den direkte årsag til at han begyndte at skrive digte, nemlig for at vinde hendes hjerte. De fik sammen børnene Lisbet Anja Andersen og Kim Plesner Andersen. De sidste 20 år af sit liv levede hun sammen med forfatteren Halfdan Rasmussen, som hun også deler gravsted med på Hellebæk Gamle Kirkegård.
Siden Signe Plesner Andersens død i 1996 er hendes værker vist på følgende udstillinger:
- I 2007 blev hun præsenteret på Galleri Klejn i Allinge, Bornholm[2]
- Et udvalg af hendes værker var med i 2016 da Hornbæk Bibliotek fejrede Halfdan Rasmussens 100 år (2015) med en udstilling, som præsenterede hende som "Snøvsens mor".[3][4]
- I 2022 viste en udstilling på Lyngby Bibliotek udvalgte illustrationer fra bøgerne om Snøvsen[5] .

Ved Lyngby bibliotek blev der i 2021 opstillet en statue af Snøvsen ved skulptør Stine Ring Hansen

## Illustrationer i bogværker
- Signe Plesner Andersen indgik i samarbejde med Benny Andersen om skabelsen af børnebøgerne om Snøvsen og har illustreret følgende:
- Snøvsen og Eigil og katten i sækken ( Borgens forlag 1967; ISBN 87-418-1253-0)
- Snøvsen på sommerferie (Borgens forlag 1970 ; ISBN 87-418-5913-8)
- Snøvsen og Snøvsine (Borgens forlag 1972; ISBN 87-418-2981-6)
- Snøvsen hopper hjemmefra (Borgens forlag 1984)

Desuden er hun illustrator på følgende bøger af Benny Andersen
- Portrætgalleri (digte, Borgens forlag 1966)
- Tykke Olsen (noveller, Borgens forlag 1968)
- Det sidste øh (digte, Borgens forlag 1969)
- Barnet der blev ældre og ældre (kronikker og erindringer, Borgens forlag 1973; ISBN 87-418-3468-2)
- Livet er ikke det verste man har (udvalgte digte, Den norske bokklubben A/S 1983; ISBN 83-525-0732-8 Parameter fejl i {{ISBN}}: Fejl i ISBN.)

## Omtaler
- Andersen, Benny, redigeret af Borup-Jensen, Thorkild (2007): Livsrejse med vigtige ophold, Borgen ISBN 978-87-21-02941-8
- "Alle kommer til Snøvsen", artikel i Bornholms Tidende, 23. juli, 2007
- Bredsdorff, Lene (2005): Halfdan. En biografi om Halfdan Rasmussen. Heri kapitel 21, "Signes tid". Aschehoug ISBN 87-11-11712-5
- "Da bogen omfavnede det selvstændige barn", Kristeligt Dagblad 22. februar 2017, https://www.kristeligt-dagblad.dk/kultur/da-bogen-omfavnede-det-selvstaendige-barn
- Rasmussen, Halfdan (2002): Faxerier fra Halfdan Rasmussen til Johannes Møllehave, Lindhardt og Ringhof
- Rasmussen, Jonas Poher: Noget om Halfdan, dokumentar, 2006
- "Signe Plesner Andersens billeder udstilles på Hornbæk Bibliotek", artikel i Helsingør Dagblad, 7. januar 2016
- "Snøvsens mor blev mindet på udstilling", artikel i Frederiksborg Amts Avis, 11. januar 2016